# Josep Brocà i Codina
Antoni Josep Mateu Brocà i Codina (Reus, Baix Camp, 21 septembre 1805 - Barcelone, 3 février 1882) est un compositeur, un guitariste et un militaire catalan.

## Biographie
Il descend d'une famille établie dans la cité depuis 1670 avec Pere Broca, notaire, qui venait de la Seu d'Urgell. Le notaire de Reus, Jaume Baiges, lui a communiqué la passion de la guitare. Josep Brocà a développé sa formation de guitariste grâce au prêtre Josep Casas, également instrumentiste de qualité, et à Dionisio Aguado (auteur de diverses méthodes de musique, comme la Nuevo método para guitarra de 1843). En 1833, il intègre comme milicien l'armée et devient en 1856 capitaine d'infanterie. Il est blessé à Biosca le 2 avril 1839 alors qu'il prenait part à la Première Guerre carliste. Durant sa convalescence, il a donné quelques concerts de guitare à Barcelone, et après avoir été libéré, il s'est établi définitivement dans cette ville. En 1860, il donne des cours au futur fameux guitariste Josep Ferrer i Esteve; il a eu également comme élèves Miquel Mas i Bargalló, Cristina Palmer et Domènec Bonet. En 1870, il subit un AVC et désormais il ne peut plus jouer. Le 20 octobre 1875, il épouse Carme Romeu i Vila et il meurt à Barcelone le 3 février 1882.
Il a composé des œuvres pour guitare (fantaisies, valses et autres), dont une partie a été publiée en 1885.

## Œuvres publiées pour guitare
- Op. 1. Six valses
- Op. 2. El Català, valse
- Op. 3. Allegretto
- Op. 4. Un Adéu, andantino
- Op. 5. Andante
- Op. 6. El Ay, valse
- Op. 7. Fantasia en do majeur
- Op. 8. Una Flor, mazurca
- Op. 9. Pensament espanyol, fantaisie
- Op. 10. El Cortesà, xotis
- Op. 11. Fantasia en sol majeur
- Op. 12. El Patinador, xotis
- Op. 13. L'amistat, fantaisie avec variations
- Op. 14. El Destí, fantaisie
- Op. 15. Record trist, andante
- Op. 16. L'Elegant, valse
- Op. 17. El ràpid, valse
- Op. 18. Tres peces fàcils
- Op. 19. Crepuscles, trois valses
- Op. 20. L'últim Cant, fantaisie avec variations
- Op. 21. Andante Sentimental
- Op. 22. Varsoviana
- Op. 23. Vals

## Enregistrements
- Fantasia, en CD Leyenda de David Russell (Bruxelles: Gha Records. Ref. 126.002)

## Partitions gratuites
- « Josep Brocà i Codina » (partitions libres de droits), sur l'IMSLP
- (fr) Partitions pour guitare du domaine public. Josep Brocà